# Lear Corporation
Lear Corporation, amerikansk underleverantör till fordonsindustrin. Lears huvudkontor ligger i Southfield i delstaten Michigan i  USA
Lear Corporation sysselsätter 110 000 personer på 300 produktionsorter i 34 länder. I Sverige fick Lear uppmärksamhet i samband med nedläggningen av fabriken (tidigare Dalslandsverken) för bilsätestillverkning i Bengtsfors i mars-april 1999.